# Premier lycée classique de Moscou

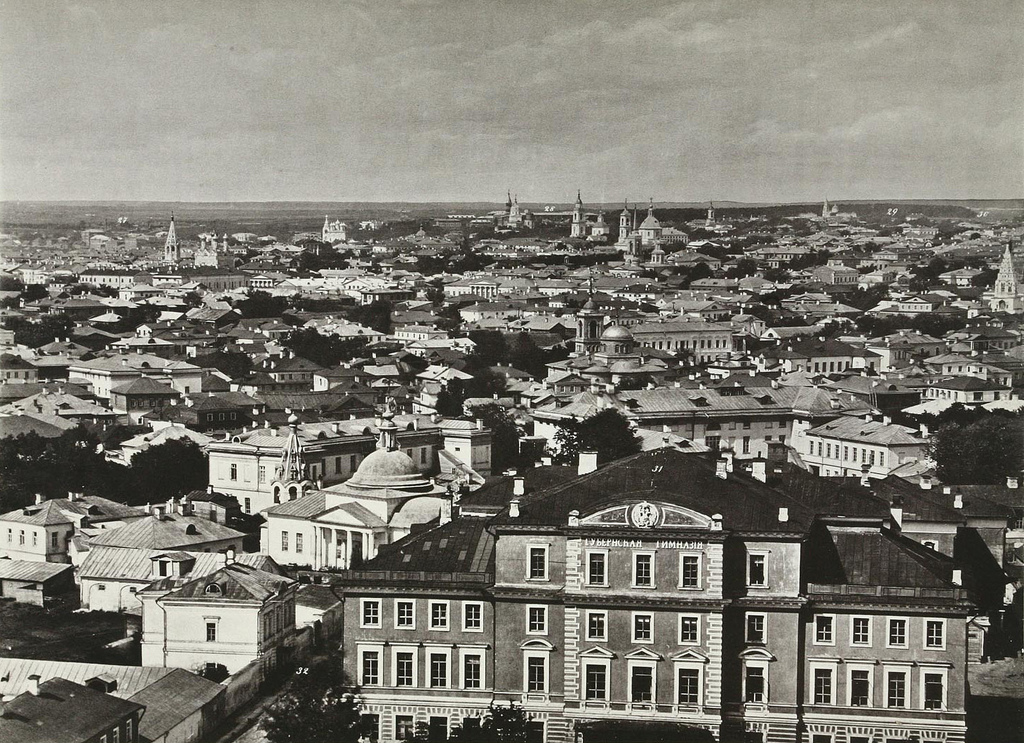
Façade du lycée

Le Premier lycée classique de Moscou (Первая московская гимназия), ou Gymnasium N°1 de Moscou, est un lycée classique (gymnase en russe) prestigieux de Moscou qui exista de 1804 jusqu'à la révolution de 1917, succédant à l'École populaire principale de Moscou, fondée en 1786.

## Historique
Le lycée est inauguré le 2 janvier 1804 avec le corps enseignant de l'ancienne École populaire principale dans l'ancien bâtiment du Collège de justice, rue Varvarka, mais il déménage deux ans plus tard rue Volkhonka dans l'ancien hôtel particulier du général-prince Grigori Volkonski (1742-1824). Le lycée souffre de deux incendies en 1810 et en 1812 (incendie de Moscou), si bien que les élèves sont évacués en province, à Kolomna et à Riazan et de nouveau à Kolomna, avant de retourner à Moscou en décembre 1813, quelques mois après la défaite de Napoléon, mais les classes sont organisées dans une maison louée. La fin de la reconstruction du lycée a lieu en mai 1819 rue Volkhonka et l'établissement s'y installe.
L'épithète de Premier ne lui est pas donné au début, car jusqu'en 1830 il s'appelait Lycée du Gouvernement de Moscou, dénomination changée ensuite en Second lycée, le Premier lycée étant alors l'ancienne pension noble de Moscou. Cet établissement devient l'Institut noble en 1833 et le lycée dont il s'agit ici prend alors sa dénomination définitive de Premier lycée.
Dès sa fondation, le lycée a pour but de préparer les jeunes gens à l'entrée à l'université ou, pour ceux qui ne peuvent pas y entrer, de leur donner une éducation convenable, « nécessaire à la formation d'une personne bien élevée ». Il y a 79 élèves la première année et 120 en 1815, puis 263 en 1831. L'enseignement devient payant à partir de 1819. Il fallait obtenir une moyenne de 3,5 (sur 5) à l'examen final pour pouvoir ensuite entrer à la faculté. L'examen était passé devant les professeurs de l'université.
L'enseignement du lycée est réformé en 1831 (selon les directives de 1828) et réservé aux fils des familles de la noblesse ou de la fonction publique pour un cursus de sept classes. En octobre 1831, l'ancien hôtel particulier de la favorite de Catherine la Grande, la générale Ermolova, est acquis par le lycée et réaménagé.
En 1849, l'enseignement est divisé en deux sections: la section générale et la section spéciale. La première (classes I, II et III) enseigne le catéchisme, le russe, les mathématiques, l'histoire générale et l'histoire de Russie, la géographie, les sciences naturelles, le français et l'allemand, la calligraphie, le dessin et le dessin technique. La section spéciale (classes IV, V, VI et VII) enseigne les matières générales : catéchisme, russe, mathématiques, physique, géographie mathématique, histoire générale et histoire de Russie, géographie, sciences naturelles, français et allemand. Elle enseigne en plus les matières spéciales suivantes : droit russe (classes V, VI et VII), pour les élèves se préparant au service de l'État; latin (classes IV, V, VI et VII), obligatoire pour l'entrée à l'université.
La chapelle du lycée est construite en 1854 et consacrée à saint Étienne de Perm.
En 1864 une nouvelle réforme partage les lycées en deux catégories, le lycée classique proprement dit et le lycée moderne sur le type du Realgymnasium allemand. Seul le lycée classique ouvre la porte à l'université. C'est le cas du Premier lycée classique de Moscou. Les Cours féminins supérieurs de Moscou sont inaugurés dans les locaux du lycée en 1872.
Le lycée ferme ses portes à la Révolution d'Octobre. En 1918, la faculté de chinois s'y installe (dite université des travailleurs de l'Orient) et, entre 1920 et 1925, l'Institut forestier de Moscou.

## Anciens élèves notables
- Vladimir Arnoldi, botaniste
- Nikolaï Boukharine, révolutionnaire
- Prince Piotr Dolgoroukov, homme politique
- Ivan Iline, philosophe
- Viatcheslav Ivanov, poète et philosophe
- Mikhaïl Katkov, homme de lettres
- Grigori Kojevnikov, zoologiste
- Pierre Kropotkine, philosophe anarchiste
- Pavel Milioukov, homme politique
- Alexandre Ostrovski, dramaturge
- Alexandre Schwartz, ministre
- Sergueï Soloviov, historien
- Alexeï Stepanov, peintre
- Maximilian Volochine, écrivain
- Boris Warneke, homme de lettres

## Source
- (ru) Cet article est partiellement ou en totalité issu de l’article de Wikipédia en russe intitulé « 1-я Московская гимназия » (voir la liste des auteurs).